# Abraham (Name)
Abraham ist ein männlicher Vorname und ein Familienname.

## Herkunft und Bedeutung des Namens
Abraham (אַבְרָהָם ’avrāhām) ist in den biblischen Erzählungen nur der Name des ersten Patriarchs Israels. Verwendet werden die hebräischen Namensformen Abram (nur in Gen 11:16–17:5,step ; Neh 9,7 ; 1 Chr 1,26 ) oder Abraham (alle übrigen alttestamentlichen Stellen). „Eine Datierung des Namens ist nicht möglich“, zudem fehlen eindeutige außerbiblische Parallelen. Zwar nennen akkadische Keilschrifttexte aus dem 19. Jh. v. Chr. Namen wie A-ba-am-ra-ma, A-ba-ra-ma und A-ba-am-ra-am, doch in den Namen Varianten zu Abraham zu sehen, ist problematisch. Auch „[e]in Bezug vom ugaritischen Namen Abrm zu Abram ist unklar“.
Der Name stammt aus dem westsemitischen Bereich. Bei den Namensformen Abram (אַבְרָם ’avrām) und Abraham (אַבְרָהָם ’avrāhām) handelt es sich um Dialektvarianten. Abraham stellt vermutlich eine Dehnform zu Abram dar.
Beim Namen Abram bzw. Abraham handelt es sich um einen Satznamen. Er setzt sich aus den Elementen אָב ’āv „Vater“ und רום rwm „hoch sein“, „erhaben sein“ zusammen und bedeutet „Der Vater ist erhaben“. „Vater“ kann hier auch als Bezeichnung für den Schutzgott und der Name somit als theophor verstanden werden.
Alternativ kann die Bedeutung auch als „Er ist erhaben in Bezug auf seinen Vater“, also frei übertragen „er ist von edler Abstammung“ verstanden werden.
Die aus Gen 17,5  abgeleitete Deutung „Vater einer Menge“, „Vater von vielen“ gilt als Volksetymologie.

## Namenstage
Namenstag ist der
- 9. Oktober: Abraham (biblischer Stammvater)
- 29. Oktober: Hl. Abraham von Kiduna (katholisch, orthodox)

## Varianten

### Vorname
Abe, Abi, Äbi, Aberham, Abram, Avram (in orthodoxen Ländern), Avraam, Awraham, Bram, Ebrahim, Ham, Hämel/Hämu (Schweiz), Ibrahim (arabisch), İbrahim (türkisch), Abrohom (aramäisch)

### Familienname
Aberle, Abrahams, Abrahamsen, Abrahamson, Abramsen

## Namensträger

### Vorname
- Abraham, biblischer Patriarch

#### Altertum und Mittelalter
(chronologisch)
- Abraham (Astrologe), hellenistischer Astrologe
- Abraham von Kiduna (* um 290; † um 360), Einsiedler, Missionar und Heiliger
- Abraham (Steinmetz) (4./5. Jahrhundert), Steinmetz aus Galiläa
- Abraham von Kaschkar (503–588), Klostergründer
- Abraham bar Qardahi (6. Jahrhundert), christlicher Theologe
- Abraham von Beth Rabban (6. Jahrhundert), Theologe
- Abraham von Ephesos, Bischof (6. Jahrhundert)
- Abraham I. (7. Jahrhundert), erster armenischer Patriarch von Jerusalem
- Abraham von Freising, Bischof († 993/994)
- Abraham bar Chija (* um 1070; † um 1136), jüdischer Mathematiker, Moralphilosoph und Astronom
- Abraham ibn Esra (Aben Esra) (1092–1167), Gelehrter und jüdischer Schriftsteller
- Abraham ibn Daud (1110–1180), jüdischer Historiker und Philosoph
- Abraham von Jerusalem († 1191/1192), armenisch-apostolischer Patriarch von Jerusalem
- Abraham ben David von Posquières (1125–1198), französischer Rabbiner
- Abraham ben Moses ben Maimon (1186–1237), jüdischer Theologe, Exeget, Mystiker, Arzt und Gemeindeleiter
- Abraham ben Samuel ibn Chasdai († 1240), Kulturvermittler des Mittelalters
- Abraham von Worms (* um 1362; † 1458), deutscher Autor jüdischen Glaubens
- Abraham ben Salomo von Torrutiel (* 1482), nordafrikanisch-spanisch-jüdischer Chronist
- Awram von Nowgorod (vermutlich 15. Jahrhundert), russischer Bildhauer

#### Neuzeit
(alphabetisch)
- Abraham Abramson (1752/54–1811), deutscher Medailleur und königlicher preußischer Münzmeister
- Abraham Alewijn (1664–1721), Jurist, Dramatiker, Dichter und Verfasser von Liedtexten
- Abraham Ángel Card Valdés (1905–1924), mexikanischer Maler
- Abraham D. Beame (1906–2001), US-amerikanischer Politiker, 1974–77 Bürgermeister von New York City
- Abraham Benrubi (* 1969), US-amerikanischer Schauspieler
- Abraham Bibago (15. Jh.), jüdischer Religionsphilosoph (Aristoteliker) des 15. Jahrhunderts in Spanien
- Abraham Judaeus Bohemus († 1533), jüdischer Bankier und Steuereintreiber
- Abraham Brueghel (1631–1697), flämischer Maler in Italien
- Abraham Cooper (1787–1868), britischer Maler
- Abraham Cooper (* 1950), US-amerikanischer Rabbiner
- Abraham Cowley (1618–1667), englischer Dichter
- Abraham Delosea (1619–1690), Schweizer evangelischer Geistlicher und Heimatforscher
- Abraham Ecchellensis (1605–1664), Theologe und Sprachwissenschaften
- Abraham Farissol (≈ 1451–1525), italienisch-jüdischer Gelehrter und Kopist der Renaissance
- Abraham Geiger (1810–1874), deutscher Reformrabbiner und Judaist
- Abraham Goldfaden (1840–1908), jiddischer Schriftsteller
- Abraham Grünbaum (1930–2001 in Zürich), israelischer orthodoxer Rabbiner
- Abraham Hammerschmidt (1858–1934), deutscher Rechtsanwalt, Notar und Politiker
- Abraham B. Jehoshua (1936–2022), israelischer Schriftsteller und Hochschullehrer
- Abraham ben Joschijahu (1636–1687), jüdischer Arzt und karäischer Mystiker
- Abraham Gotthelf Kästner (1719–1800), deutscher Schriftsteller
- Abraham Kalisker (≈1741–1810), jüdischer Chassid
- Abraham von Kreta († 1737), Katholikos von Etschmiadsin der Armenisch-Apostolischen Kirche (Abraham III.)
- Abraham Wolfgang Küfner (1760–1817), deutscher Kupferstecher, Kunsthändler und Verleger
- Abraham Kuyper (1837–1920), niederländischer Theologe und Politiker
- Abraham Lehrer (* 1954), deutscher Programmierer und Vizepräsident des Zentralrats der Juden in Deutschland
- Abraham Lincoln (1809–1865), 16. Präsident der USA
- Abraham Maslow (1908–1970), US-amerikanischer Psychologe
- Abraham Bernard May (1912–1993), namibischer Chirurg und Politiker
- Abraham Maciques (1934–2025), kubanischer Wirtschafts-Manager
- Abraham Melzer (* 1945), deutsch-jüdischer Verleger und Publizist
- Abraham Mignon (1640–1679), holländischer Maler
- Abraham de Moivre (1667–1754), französischer Mathematiker
- Abraham Muhl (1686–1757), deutscher Kaufmann
- Abraham Nehmé (1927–2022), syrischer Erzbischof
- Abraham Nott (1768–1830), US-amerikanischer Politiker
- Abraham Ofer (1922–1977), israelischer Politiker und Minister
- Abraham Olano (* 1970), spanischer Radrennfahrer
- Abraham Oppenheim (1804–1878), deutscher Bankier
- Abraham Ortelius (1527–1598), niederländischer Kartograph
- Abraham N. Poliak (1910–1970), Professor für mittelalterliche Geschichte an der Universität von Tel Aviv
- Abraham Quesnay (1666–1726), hugenottischer Architekt in Berlin
- Abraham Mozes Reens (1870–1930), niederländischer Anarchist
- Abraham Regelson (1896–1981), hebräischer Dichter, Schriftsteller, Übersetzer und Redakteur
- Abraham Reichstadt (1937–2018), israelischer Musiker, siehe Abi Ofarim
- Abraham Robinson (1918–1974), US-amerikanischer Mathematiker
- Abraham a Sancta Clara (1644–1709), katholischer Geistlicher, Prediger und Schriftsteller
- Abraham Sofaer (1896–1988), britischer Film- und Theaterschauspieler
- Abraham Stoker (1847–1912), irischer Schriftsteller, siehe Bram Stoker
- Abraham Tolentino (* 1964), philippinischer Bürgermeister und Sportfunktionär
- Abraham Ulrich (1526–1577), deutscher evangelischer Theologe
- Abraham de Vries (≈1600–1650/62), niederländischer Maler
- Abraham Wald (1902–1950), deutschsprachiger, rumänisch-US-amerikanischer Mathematiker
- Abraham Gottlob Werner (1749–1817), deutscher Mineraloge
- Abraham Zabludovsky (1924–2003), mexikanischer Architekt
- Abraham Zapruder (1905–1970), Hobbyfilmer, der zufällig die Ermordung von John F. Kennedy filmte

Zwischenname:
- Jean Daniel Abraham Davel (1670–1723), Waadtländer Volksheld
- Selman Abraham Waksman (1888–1973), Nobelpreisträger der Medizin (1952)

### Familienname

#### A
- Abraham Abraham (1843–1911), US-amerikanischer Geschäftsmann
- Abraham ben Abraham († 1749), polnischer Aristokrat
- Abu Abraham (1924–2002), indischer Cartoonist
- Alex Abraham (1886–1971), deutscher Leichtathlet
- Alexander Abraham (* 1981), armenischer Boxer
- Andrei Abraham (* 1916), rumänischer Turner
- Andy Abraham (* 1964), englischer Sänger
- Anke Abraham (1960–2017), deutsche Turnerin, Sportwissenschaftlerin und Soziologin
- Antoni Abraham (1869–1923), polnischer Aktivist und Staatsdenker, der sich für den Anschluss Pommerns an Polen einsetzte
- Antonia Abraham (* 1997), chilenische Ruderin
- Arthur Abraham (Avetik Abrahamyan; * 1980), deutscher Boxer
- Attila Ábrahám (* 1967), ungarischer Kanute

#### B
- Beate Abraham (* 1945), deutsche Schauspielerin
- Bernhard Abraham (1886–??), deutscher Turner

#### C
- Caroline Harriet Abraham (1809?–1877), neuseeländische Künstlerin
- Charles John Abraham (1814–1903), neuseeländischer Kleriker, Lehrer und Bischof
- Claude Kurt Abraham (1931–2020), deutsch-amerikanischer Romanist und Literaturwissenschaftler
- Clifton Abraham (* 1971), US-amerikanischer Footballspieler
- Clyde Abraham (1883–1955), US-amerikanischer Offizier der US Army, Brigadegeneral
- Constance Palgrave Abraham (1864–1942), neuseeländische Reiterin
- Corinne Abraham (* 1977), britische Triathletin

#### D
- Daniel Abraham (* 1969), US-amerikanischer Science-Fiction- und Fantasyautor
- Daniel Abraham Gebru (* 1985), eritreisch-niederländischer Radsportler
- David Abraham (Schauspieler) (David Abraham Cheulkar; 1909–1981), indischer Schauspieler
- David Abraham (Historiker) (* 1946), amerikanischer Historiker und Rechtswissenschaftler
- David Abraham (Medienmanager) (* 1963), britischer Medienmanager
- David Abraham (Fußballspieler) (David Ángel Abraham; * 1986), italienisch-argentinischer Fußballspieler
- Dawn Abraham (* 1960), US-amerikanische Schauspielerin
- Donnie Abraham (* 1973), US-amerikanischer Footballspieler

#### E
- Edith Abraham (1896–1981), deutsche Juristin und Sozialarbeiterin
- Edward Abraham (1913–1999), britischer Biochemiker
- Emile Abraham (* 1974), Radrennfahrer aus Trinidad und Tobago
- Erich Abraham (1895–1971), deutscher General

#### F
- F. Murray Abraham (Fahrid Murray Abraham; * 1939), US-amerikanischer Filmschauspieler
- Farid Abraham (* 1937), US-amerikanischer Physiker
- Faris F. Abraham, US-amerikanischer Informatiker
- Felix Abraham (1901–1937), deutscher Sexualforensiker
- Filimon Abraham (* 1992), deutscher Leichtathlet
- Franz Abraham (* 1964), deutscher Eventmanager und Produzent

#### G
- Gary Abraham (* 1959), britischer Schwimmer
- Gerald Abraham (1904–1988), englischer Musikwissenschaftler
- Gerhard Abraham (* 1947), österreichischer Politiker (SPÖ)
- Guie Gneki Abraham (* 1986), ivorischer Fußballspieler

#### H
- Hans Abraham (Gewichtheber) (1886–1963), deutscher Gewichtheber
- Hans Abraham (Badminton) (* 1938), deutscher Badmintonspieler
- Hans Jürgen Abraham (1909–1978), deutscher Jurist
- Hartwig Abraham (1943–2014), deutscher Geschichtswissenschaftler und Politiker
- Heinz Abraham (1911–1992), deutscher Historiker und Diplomat
- Henri Abraham (1868–1943), französischer Physiker
- Henry David Abraham (* 1942), US-amerikanischer Psychiater
- Henry Julian Abraham (1921–2020), US-amerikanischer Politikwissenschaftler deutscher Herkunft
- Henry Luther Abraham (1908–1987), kanadischer Geistlicher, Bischof in Medak
- Hérard Abraham (1940–2022), haitianischer Generalleutnant und Politiker, Präsident 1990
- Hilda Abraham (1906–1971), deutsche Psychoanalytikerin
- Horst Abraham (* 1922), deutscher Fußballspieler

#### J
- Jacques Abraham (1880–1942), deutscher Rechtsanwalt
- Jakob Abraham (1723–1800), deutscher, jüdischer Medailleur
- Jane Abraham (* 1961), US-amerikanische Politikerin
- Jenny Abraham (* 1983), US-amerikanische Biathletin und Skilangläuferin
- John Abraham (Politiker) (fl. 1672–1689), Gouverneur von Port Nelson
- John Abraham (Regisseur) (1937–1987), indischer Filmregisseur
- John Abraham (Schauspieler) (* 1972), indischer Schauspieler
- John Abraham (Footballspieler) (* 1978), US-amerikanischer Footballspieler
- John P. Abraham, US-amerikanischer Ingenieur und Hochschullehrer
- Joseph Abraham (* 1981), indischer Hürdenläufer
- Jürgen Abraham (* 1940), deutscher Unternehmer

#### K
- Kai Abraham (* 1967), deutsch-österreichischer Badmintonspieler
- Kálmán Ábrahám (1931–1998), ungarischer Politiker
- Karel Abraham (* 1990), tschechischer Motorradrennfahrer
- Karl Abraham (1877–1925), deutscher Psychoanalytiker
- Karl Abraham (Wirtschaftspädagoge) (1904–1990), deutscher Wirtschaftspädagoge
- Katharine Abraham (* 1958), US-amerikanische Wirtschaftswissenschaftlerin
- Knut Abraham (* 1966), deutscher Rechtsanwalt, Diplomat und Politiker
- Kurt Abraham (1921–1988), deutscher Jazzmusiker
- Kyle Abraham (* 1977), US-amerikanischer Tänzer und Choreograf

#### L
- Lars Ulrich Abraham (1922–2003), deutscher Musiktheoretiker, Musikpädagoge und Hochschullehrer
- Leopold Abraham, österreichischer Politiker und Bergbautechniker
- Lilla Minna Ábrahám (* 2006), ungarische Schwimmerin
- Lucas Abraham (* 1979), argentinischer Fußballspieler
- Lynne Abraham (* 1941), US-amerikanische Juristin und Politikerin

#### M
- Marc Abraham (* 1949), US-amerikanischer Filmproduzent, Drehbuchautor, Filmregisseur und Schauspieler
- Margaret Abraham (* 1960), Hochschullehrerin für Soziologie an der Hofstra University und Präsidentin der International Sociological Association
- Martin Abraham (* 1978), tschechischer Fußballspieler
- Max Abraham (1875–1922), deutscher Theoretischer Physiker
- Max Abraham (Verleger) (1831–1900), deutscher Musikverleger
- Melita Abraham (* 1997), chilenische Ruderin
- Morice Abraham (* 2003), tansanischer Fußballspieler

#### N
- Nicolas Abraham (1913–1975), französischer Psychoanalytiker
- Nileena Abraham (* 1925), indische Schriftstellerin und Übersetzerin

#### O
- Otto Abraham (1872–1926), deutscher Musikpsychologe

#### P
- Paul Abraham (Rechtshistoriker) (1886–1943), deutscher Rechtshistoriker
- Paul Abraham (1892–1960), ungarischer Komponist
- Paulos Abraham (* 2002), schwedischer Fußballspieler
- Pearl Abraham (* 1960), US-amerikanische Autorin und Hochschullehrerin
- Peter Abraham (Fußballspieler) (* 1927), deutscher Fußballspieler
- Peter Abraham (1936–2015), deutscher Schriftsteller
- Phil Abraham, US-amerikanischer Kameramann und Regisseur
- Phil Abraham (Posaunist) (* 1962), belgischer Jazz-Posaunist und Sänger
- Philippe-Jacques Abraham (1848–1915), Bischof der chaldäisch-katholischen Kirche und Opfer des Völkermords an den Aramäern
- Pierre Abraham (1892–1974), französischer Schriftsteller, Journalist und Romanist

#### R
- Raimund Abraham (1933–2010), österreichisch-US-amerikanischer Architekt
- Ralph Abraham (Mathematiker) (1936–2024), US-amerikanischer Mathematiker
- Ralph Abraham (Politiker) (* 1954), US-amerikanischer Politiker
- Reeth Abraham, indische Leichtathletin
- Reinhardt Abraham (1929–1995), deutscher Manager
- Robert Abraham (* 1960), US-amerikanischer Footballspieler
- Roman Abraham (1891–1976), polnischer General
- Ronny Abraham (* 1951), französischer Richter am Internationalen Gerichtshof in Den Haag
- Rudolf Abraham (* 1937), deutscher Zoologe, Entomologe und Hochschullehrer

#### S
- Salomon Otto Abraham (1872–1926), deutscher Tonpsychologe
- Shiny Abraham (* 1965), indische Leichtathletin
- Sim Daniel Abraham (* 1924), US-amerikanischer Unternehmer
- Simon Abraham (* 1992), österreichischer Fußballspieler
- Sophie Abraham (* 1986), österreichische Cellistin
- Spencer Abraham (* 1952), US-amerikanischer Politiker
- Steffon Abraham (* 1999), grenadischer Fußballspieler
- Stephen Abraham (Jurist), US-amerikanischer Jurist und Angehöriger der United States Army Reserve
- Stephen Abraham (Geistlicher), britischer Angehöriger der SSPX Resistance
- Sunnykutty Abraham (* 1955), indischer Journalist
- Susanna Abraham (um 1746–1821), deutsche Kauffrau und Stifterin

#### T
- Tadesse Abraham (* 1982), eritreischer Langstreckenläufer
- Tammy Abraham (* 1997), englischer Fußballspieler
- Tomáš Abrahám (* 1979), tschechischer Fußballspieler

#### U
- Ulf Abraham (* 1954), deutscher Germanist und Fachdidaktiker

#### W
- Walter Abraham (1896–1963), deutscher Polizeigeneral und SS-Führer
- Werner Abraham (1936–2024), österreichischer Sprachwissenschaftler und Hochschullehrer
- Wilhelm Abraham (1894–nach 1949), deutscher Politiker (CDU), Mitglied des Mecklenburgischen Landtags
- William Abraham (Bischof) (1782–1837), britischer Geistlicher, Bischof von Waterford und Lismore
- William Abraham (Politiker, 1840) (1840–1915), irischer Politiker
- William Abraham (Politiker, 1842) (Mabon; 1842–1922), walisischer Politiker und Gewerkschaftsfunktionär
- William Abraham (General) (1897–1980), britischer Generalmajor, Geologe und Wirtschaftsmanager
- William Abraham (Theologe) (* 1947), Mitarbeiter der RGG4, Enniskillen, Nordirland
- William Emmanuel Abraham (auch Willie E. Abraham oder Kojo Abraham; * 1934), ghanaischer Philosoph
- Władysław Abraham (1860–1941), polnischer Historiker
- Wolf Rainer Abraham (* 1952), deutscher Botaniker
- Wolfgang Abraham (1942–2013), deutscher Fußballspieler

#### Y
- Yuval Abraham (* 1995), israelischer Journalist und Filmemacher

## Sonstige Namensträger

### Künstlername
- Vader Abraham (1935–2022), niederländischer Sänger

### Kunstfigur
- Abraham Jebediah Simpson, Zeichentrickfigur in Die Simpsons

### Spitzname
- Abraham (1849–1922), Freund der Prager Studenten